# 龍泉寺 (台東区竜泉)
龍泉寺（りゅうせんじ）は、東京都台東区にある真言宗智山派の寺院。なお、約2キロメートル西の同区谷中にも同名の寺がある。この寺は日蓮宗の寺院である。

## 歴史
創建年代は不明である。ただ、戦国時代後期に法印深盛が中興し、竜泉という地名の由来となっていることから、少なくとも室町時代には既に存在していたと推測される。
周辺一帯は当寺の寺領であったが、徳川家康の江戸入府後は徳川領（天領）となり、後に寛永寺の寺領となっている。千束稲荷神社の別当寺であった。
1923年（大正12年）の関東大震災に罹災した。現在の建物は震災後に建てられたものである。

## 交通アクセス
- 三ノ輪駅1b出口より徒歩5分（経路案内）。